# Meinickeøyane
Les Meinickeøyane sont un archipel inhabité de Norvège, dans le Sud-Est du Svalbard, à 20 km au sud d'Edgeøya. L'archipel fait partie des Tusenøyane.

## Géographie
L'archipel est formé deux îles : 
- Vesle Meinickeøya : la plus petite des deux îles, située au nord-est de sa voisine.
- Store Meinickeøya : la plus grande des deux îles, située au sud-ouest de sa voisine.

ainsi que de quelques rochers, non nommés.
Les deux îles sont plates et basses et il n'y a pas de relevé d'altitude établi.
L'île de Bölscheøya se trouve à environ 12 km au nord, l'archipel des Brækmoholmane à 10 km au sud-est et l'archipel des Tiholmane à 12 km au sud.

## Histoire
L'archipel est nommé d'après Karl Eduard Meinicke, un géographe allemand.